# Tasslehoff Burrfoot
Tasslehoff Burrfoot è un personaggio di fantasia creato da Margaret Weis e Tracy Hickman e comparso per la prima volta nella saga Le Cronache di Dragonlance.
Appartiene alla razza dei kender, gli eterni bambini del mondo di Krynn, praticamente inconsapevoli di cosa sia la paura. Come gli altri kender, ha la mania di "prendere a prestito" tutto ciò che si trovi a portata di mano, utile o inutile che sia, per poi sfoggiare un'espressione assolutamente stupefatta ogni volta che il proprietario degli oggetti li ritrovi misteriosamente in una delle sue borse. La sua estrema loquacità si risolve in una serie d'interminabili racconti, lasciati spesso incompiuti dalla sua abitudine da un argomento ad un altro con estrema facilità, nei quali è onnipresente il famosissimo zio Trapspringer, imparentato con praticamente qualunque kender su Ansalon.
A seguito delle sue eroiche imprese durante la Guerra delle Lance, la fama di Tas raggiungerà tali vette da fare in modo che, dopo la sua morte, tutti i kender affermino di essere suoi parenti: ciò è dimostrato dal fatto che il nome "Tasslehoff" è comunissimo fra i kender dell'Era dei Mortali. Grazie al suo intervento, inoltre, un'altra leggenda sarà aggiunta al già vastissimo repertorio dei kender: quella del "kender gigante di Haven", nata grazie ad un semplice incantesimo di Raistlin Majere (lo stesso che gli varrà poi il diritto di partecipare alla Prova), responsabile delle notti senza luna per la sua abitudine di "prenderla in prestito" nei momenti più disparati.

## Giovinezza
La sua amicizia con gli altri Eroi delle Lance inizia quando il kender si trasferisce di sua spontanea volontà a casa del burbero Flint Fireforge, nella città di Solace, dove conosce anche il socio in affari del nano, il mezzelfo Tanis. In seguito conoscerà anche i gemelli Raistlin e Caramon Majere e Sturm Brightblade in occasione di una fiera, dove si era fermato per ammirare i giochi di prestigio di un giovanissimo Raistlin, e li presenterà agli altri due amici. Le avventure del kender, afflitto dalla malattia del "vagabondaggio" propria della sua gente, sono numerosissime ed egli compare in molti racconti di Dragonlance.

## La Guerra delle Lance
Nelle Cronache diverrà amico intimo di Fizban, alias il dio Paladine, che sotto le spoglie di un vecchio mago rimbambito spingerà il kender a compiere le piccole imprese che faranno la differenza tra la vittoria e la sconfitta. Sarà infatti lui a scoprire l'esistenza dei globi dei draghi, i potenti manufatti magici creduti persi nell'antichità e aventi il potere di comandare la volontà dei draghi, e a distruggerne uno, per mettere fine ai litigi fra gli elfi e i Cavalieri di Solamnia durante il Consiglio di Whitestone.
Tas sarà accanto a Laurana, Flint e Sturm durante il combattimento alla Torre del Sommo Chierico, dove quest'ultimo perderà la vita. Quando Laurana verrà rapita, il piccolo kender sarà uno dei membri della spedizione di salvataggio, e rischierà di morire avvelenato accanto a Tika Waylan poco prima della fine della guerra.

## La lotta con Raistlin
Nel corso della battaglia per impedire a Raistlin di diventare un dio, Tasslehoff sarà al fianco dell'amico Caramon Majere durante l'avventura che li porterà indietro nel tempo fino all'epoca del Cataclisma, e poi più avanti, al tempo della Guerra di Porta dei Nani. La sua presenza metterà a rischio i piani dell'arcimago Raistlin, per la capacità intrinseca della sua razza di poter alterare il corso degli eventi se rimandata indietro nel tempo, a differenza degli appartenenti alle razze degli umani, degli elfi e degli orchi.
Questo viaggio lo porterà a coronare il sogno più folle di tutti i kender, cioè quello di entrare nell'Abisso, da cui riuscirà poi sfuggire alle grinfie dell'Oscura Regina Takhisis con l'aiuto dello gnomo Gnimsh. Insieme a Caramon approderà dunque nel futuro, sino al giorno della fine del mondo, e una volta tornato al suo tempo riuscirà ad impedire la distruzione di Palanthas prendendo possesso della cittadella volante della Signora dei Draghi Kitiara Uth Matar e salvando Tanis Mezzelfo da Lord Soth, il Cavaliere della Rosa Nera.

## Altri eventi
Nella Guerra del Chaos, Tasslehoff sarà colui che riuscirà a ferire il Padre del Tutto e del Nulla provocandone la sconfitta, a costo della sua stessa vita. Nella Guerra delle Anime ricomparirà spiegando che «mentre stava per essere schiacciato da un enorme gigante di fuoco» - Chaos - si era ricordato di avere in tasca il congegno per i viaggi nel tempo di Par Salian, che aveva sottratto dalla casa di Caramon con l'intento (subito dimenticato) di "andarlo a restituire" al grande mago: infatti, sapendo che a causa della loro natura i kender difficilmente vivono troppo a lungo, Tasslehoff l'aveva conservato pensando di utilizzarlo per partecipare al funerale di Caramon e fare un discorso in memoria dell'amico.
L'esperienza di Tas sarà inoltre quella che, nel libro Le Cronache di Krynn, svelerà al lettore la vera natura delle dragonlance, da tutti ritenute le vere fautrici della vittoria contro la Regina Oscura: nella Storia che Tasslehoff giurò di non raccontare, infatti, il piccolo eroe ripercorrerà la storia di queste meravigliose lance fino allo svelare il loro segreto, un segreto che nessuno è in grado d'immaginare.
In definitiva, Tasslehoff Burrfoot è il personaggio più divertente di Dragonlance, capace di far perdere la pazienza a chiunque e di cacciarsi nei guai almeno due volte al minuto. Segnato dalle esperienze vissute, il carattere del kender, così gioviale e spensierato, cambierà radicalmente già dopo la guerra delle lance e Tasslehoff conoscerà la paura, non per se stesso ma per i propri amici, e la sofferenza che l'ha profondamente segnato: per questo motivo, Tas confesserà di non riuscire più a vivere in mezzo ai suoi compagni kender, che per la loro stessa natura non sono in grado di capire il sacrificio delle persone care ed i piccoli eroismi che è necessario fare durante una guerra di tale magnitudine.